# Quinten (Zwitserland)
Quinten is een dorp in het Zwitserse kanton Sankt Gallen. Het ligt aan de noordkant van het Walenmeer.
Doordat het Quinten ingesloten is tussen het meer en een steile helling is het dorp niet per auto bereikbaar maar slechts per boot en via een wandelpad.
Quinten leeft van de wijnbouw en de toeristen die meestal maar één dag blijven.

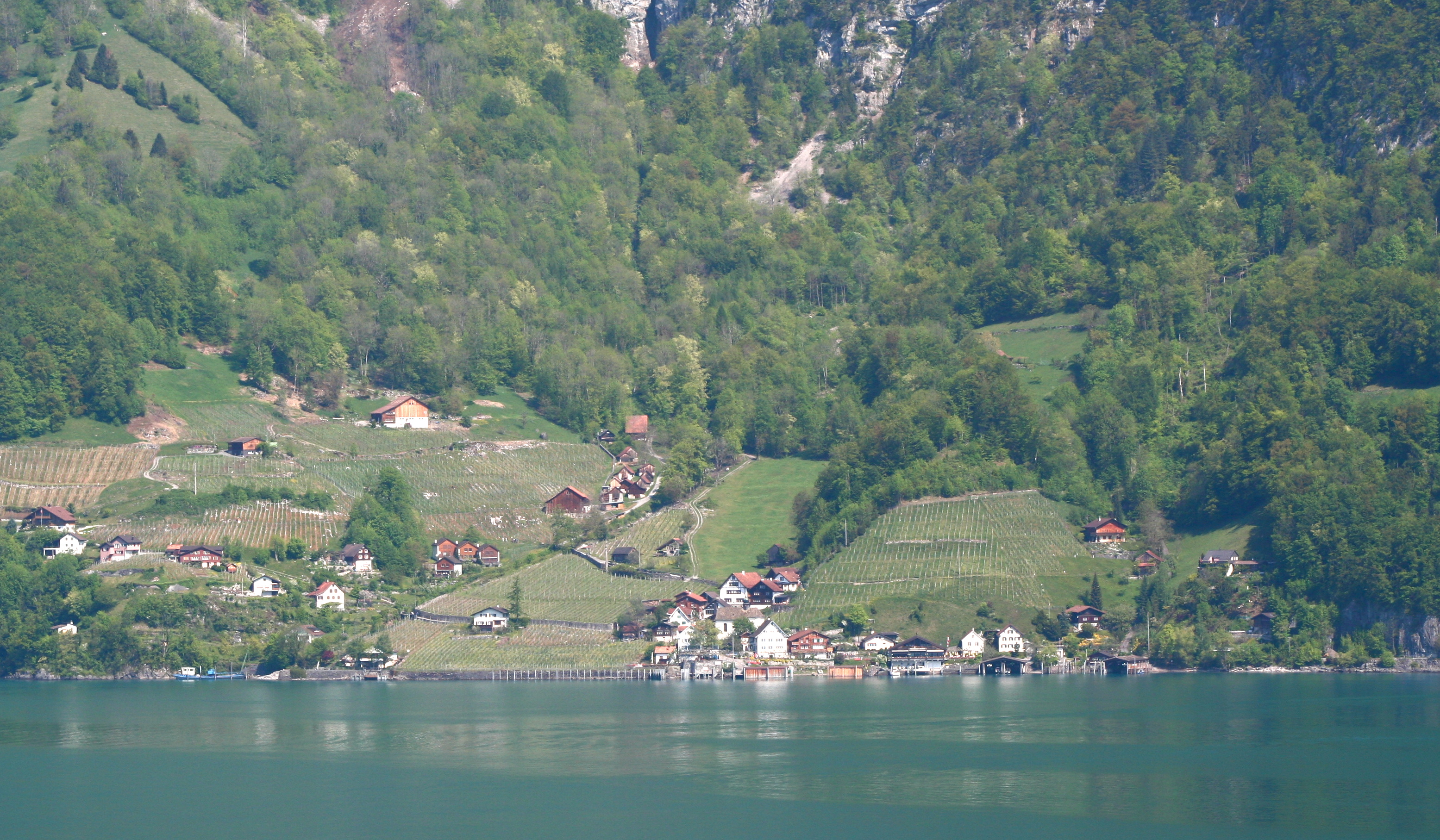
Quinten